# Something (Beatles-dal)
A Something (magyarul: Valami) című Beatles-dal az Abbey Road albumon jelent meg 1969. szeptember 26-án. Szerzője George Harrison. Az album megjelenése után hamarosan – október 6-án – kislemezen is megjelent a Come Together című dallal. Ez volt az első Beatles-kislemez, amelynek A-oldalán Harrison szerzemény szerepelt.

## A dal írása
George Harrison 1968 szeptemberében, a The Beatles album felvételei közben kezdte a "Something" írását. Egy zongorán próbálkozott a dallammal, miközben a szomszéd stúdióban Paul McCartney dolgozott. Harrison úgy érezte, hogy a dallam egy másik dalból jöhetett, mert olyan könnyedén jutott az eszébe, ezért egyidőre félbe hagyta a munkát. A kezdő sort barátjától James Taylortól, az Apple Records kiadásában megjelent Something in the Way She Moves számából vette. A dalt Harrison Ray Charles stílusában képzelte el, amelyet eredetileg felesége Pattie Boyd ihletett.
Harrison szerelmes dalaiban az utalások kettősek, vonatkozhatnak egy nőre is, de istenre is. Az első ilyen száma a Long, Long, Long volt a Fehér Albumról. Harrison később más okokat adott meg, amelyek a Something megírását inspirálták. 1969 elején Joshua Greene szerint, Harrison Hare Krisnás barátainak az mondta, hogy a dal a hindu istenségről, Krisnáról szól. Egy 1976-os Rolling Stone interjúban szerelmes dalairól azt nyilatkozta: "Az összes szerelem az univerzális szerelem egy része. Ha szeretsz egy nőt, akkor ő benne Istent látod." 1996-ra Harrison már úgy emlékezett, hogy a dalt nem Boyd számára írta. Paul Cashmere zenei újságírónak azt nyilatkozta, hogy mindenki azt feltételezte, hogy Pattie-ról írta, mert a kísérő promóciós filmben együtt szerepeltek. Pattie Boyd 2007-es önéletrajzi könyvében a Wonderful Today-ben úgy emlékszik vissza, hogy Harrison neki írta a dalt.

## A dal felvétele
A Beatles április 16-án rögzítette először a Something-ot, majd Harrison úgy döntött, hogy újra hangszereli a dalt. Az új verzió felvétele május 2-án fejeződött be az Abbey Roadon. Ezen Harrison ritmusgitáron, Lennon zongorán, McCartney basszusgitáron, Ringo Starr dobokon, Billy Preston Hammond-orgonán működött közre. Május 5-én, az Olympic Sound Studiosban McCartney újra felvette a dal basszusgitár részét, Harrison pedig új szólógitár részt játszott fel. Ekkor a dal nyolc percig tartott és tartalmazott egy hosszabb hangszeres részt, codát, amit Lennon adott elő zongorán.
Hosszabb szünet után július 11-én tért vissza a zenekar a felvételhez, mikor Harrison újra felénekelte a dalt és leválasztották a hangszeres részt jelentősebb részét, amelyet Lennon később átdolgozott és Sun King címen került az Abbey Road albumra. Július 16-án Harrison új éneket vett fel McCartney vokáljával és Starr újabb cintányér játékot adott hozzá. Végül a coda fennmaradó részét is elhagyták. Augusztus 15-én George Martin vonós zenekari részt adott hozzá, majd Harrison is újra feljátszotta a szólógitár részét.

## Feldolgozások
- Shirley Bassey (1970) – Something album
- Frank Sinatra
  - (1970) – Frank Sinatra's Greatest Hits, Vol. 2
  - (1980) –  Trilogy: Past Present Future
- Elvis Presley (1970, 1973)
- James Brown (1973)
- Ray Charles

## Közreműködők
- George Harrison – ének, szólógitár, ritmusgitár
- John Lennon – zongora
- Paul McCartney – vokál, basszusgitár
- Ringo Starr – dob
- Billy Preston – Hammond-orgona

### Produkció
- George Martin – producer

## Slágerlistás helyezések
| Slágerlista (1969)                                                | Legmagasabb helyezés |
| ----------------------------------------------------------------- | -------------------- |
| Amerikai slágerlista (Billboard Hot 100)                          | 1                    |
| Ausztrál kislemezlista (Australian Go-Set National Top 40 Singles | 1                    |
| Brit kislemezlista (UK Singles Chart)                             | 4                    |
| Ír kislemezlista (Irish Singles Chart)                            | 3                    |
| Kanadai kislemezlista (RPM 100 Singles)                           | 1                    |
| Norvég kislemezlista (VG-lista Singles)                           | 2                    |
| Nyugatnémet kislemezlista (Musikmarkt Hit-Parade)                 | 1                    |
| Osztrák kislemezlista (Ö3 Austria Top 40)                         | 11                   |
| Svéd kislemezlista (Kvällstoppen Chart)                           | 5                    |
| Új-zélandi kislemezlista (New Zealand Listener Chart)             | 1                    |

## Fordítás
Ez a szócikk részben vagy egészben  a   Something (Beatles song) című angol Wikipédia-szócikk ezen változatának fordításán alapul.  Az eredeti cikk szerkesztőit annak laptörténete sorolja fel. Ez a jelzés csupán a megfogalmazás eredetét és a szerzői jogokat jelzi, nem szolgál a cikkben szereplő információk forrásmegjelöléseként.

## Külső hivatkozások
- YouTube: The Beatles – Something 1969